# نشانگان فندق‌شکن

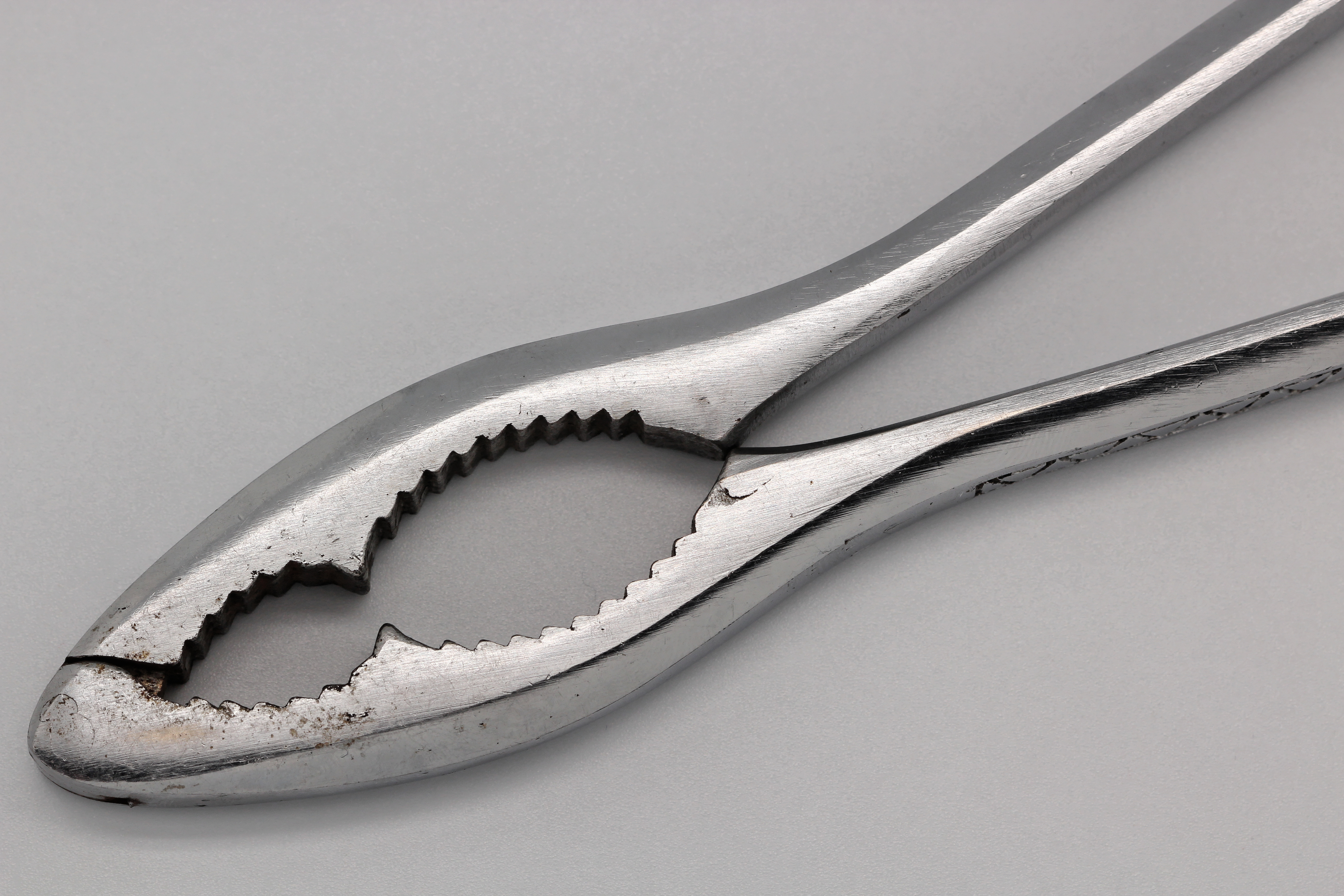
در نشانگان فندق شکن آئورت شکمی و سرخرگ انتریک فوقانی مانند دسته‌های انبر فندق شکنی سیاهرگ کلیوی را همچون فندق مورد فشار قرار داده‌اند

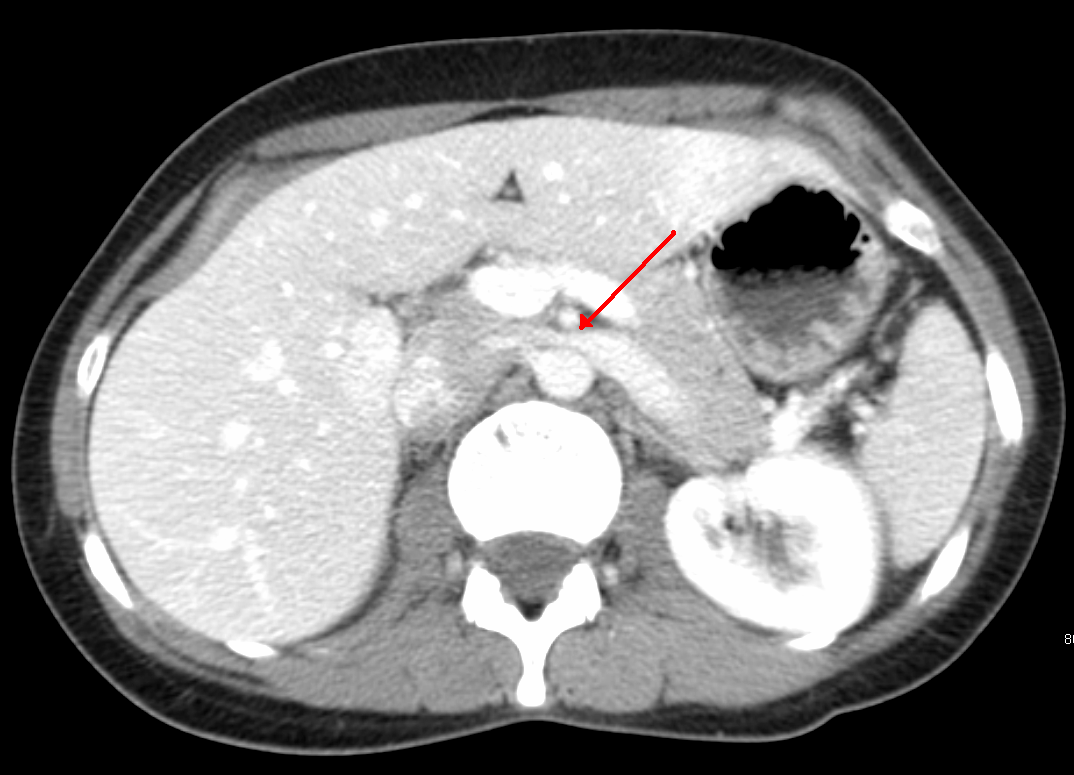
محل فشرده شدن سیاهرگ کلیوی توسط آئورت شکمی و سرخرگ انتریک فوقانی با پیکان نشان داده شده است.

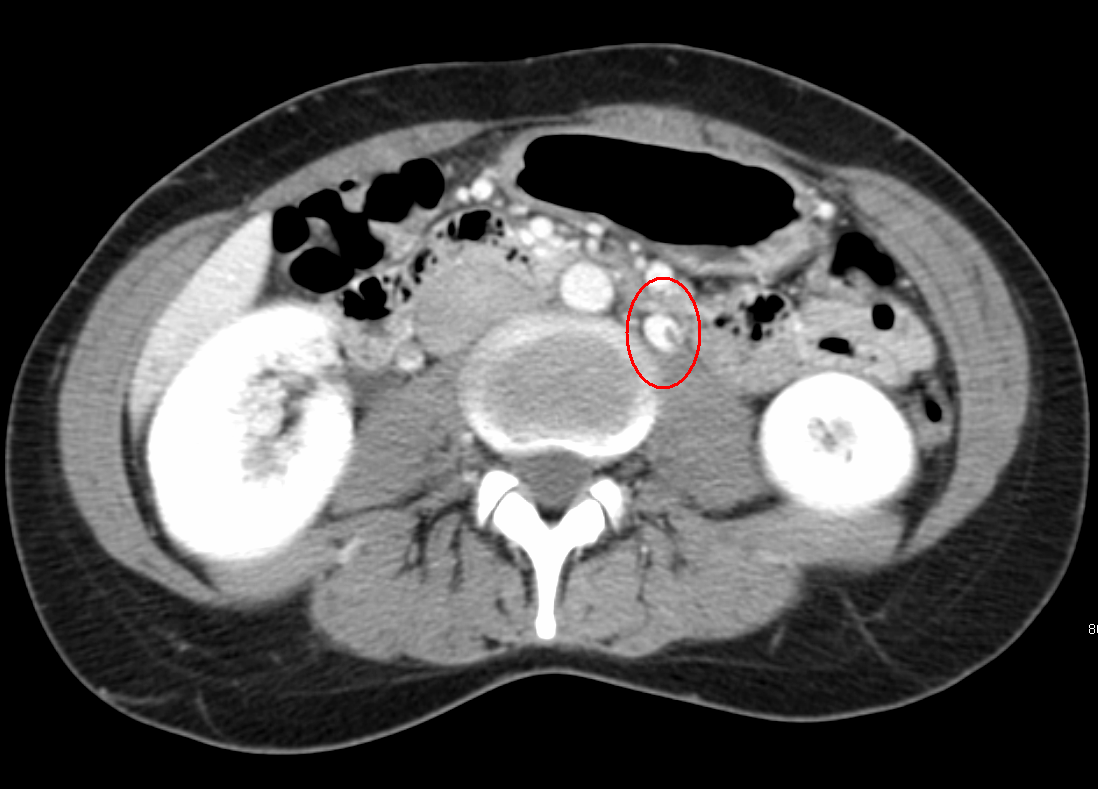
ترومبوز در سیاهرگ کلیه چپ همراه با اتساع

نشانگان (سندرم) فندق شکن معمولاً به دلیل فشرده شدن سیاهرگ کلیوی چپ میان آئورت شکمی (به انگلیسی: Abdominal aorta) و سرخرگ انتریک فوقانی (به انگلیسی: Superior mesenteric artery) پدید می‌آید، گرچه دلایل دیگری هم می‌توانند وجود داشته باشند. نام این نشانگان به این دلیل اینگونه نهاده شده است چون در نگاره‌هایی با دید چپ‌راستی از محل این نشانگان، آئورت شکمی و سرخرگ انتریک فوقانی مانند انبر فندق شکنی سیاهرگ کلیوی را همچون فندق مورد فشار قرار داده‌اند. به دلایل بسیاری نشانگان فندق شکن معمولاً دیرهنگام یا به اشتباه تشخیص داده می‌شود.
همراه با خون‌ادراری (هماچوری) است که منجر به بروز دررهای درد شکمی و کم‌خونی (آنمی) می‌شود. از آنجا که تخلیه خون گناد چپ از طریق سیاهرگ کلیه چپ صورت می‌پذیرد، نشانگان فندق شکن می‌تواند منجر به  درد بیضه چپ در مردان یا درد ربع پایین سمت چپ (به انگلیسی: quadrant pain) در زنان شود. همچنین اسهال و استفراغ می‌توانند از دیگر نشانه‌های این نشانگان باشند. می‌تواند در موارد ویژه منجر به واریکوسل شود.

## روش‌های تشخیص
- ونوگرافی کلیه (شناخته شده به عنوان آزمون استاندارد طلایی)
- سی تی اسکن (CT)
- سونوگرافی شکم - قطعی نیست اما مشخص شده است که مفید می‌باشد.
- تشخیص افتراقی
- سنگ کلیه
- بدخیمی ادراری تناسلی
- نشانگان هماچوری (درد کمر)

## روش‌های درمان
روش‌های درمان  بسته به شدت بیماری گوناگون هستند، شامل:
- استنت گذاری درون رگی، سیاهرگ کلیوی
- جایگزینی (پیوند) سیاهرگ کلیوی
- رَگ‌بَندی (آمبولیزاسیون) رگ غدهٔ جنسی (گناد)